# Golden Globe 2014
La 71ª edizione della cerimonia di premiazione dei Golden Globe ha avuto luogo il 12 gennaio 2014 al Beverly Hilton Hotel di Beverly Hills, California, è stata presentata da Tina Fey e Amy Poehler, ed è andata in onda in diretta sulla rete statunitense NBC. La cerimonia è prodotta dalla Dick Clark Productions in associazione con la Hollywood Foreign Press Association.
Le candidature sono state annunciate il 12 dicembre 2013 da Aziz Ansari, Zoe Saldana ed Olivia Wilde.
Sosie Bacon, figlia di Kevin Bacon e Kyra Sedgwick, è stata la Golden Globe Ambassador dell'edizione.

## Premi per il cinema
Vengono di seguito indicati in grassetto i vincitori. Ove ricorrente e disponibile, viene indicato il titolo in lingua italiana e quello in lingua originale tra parentesi.

### Miglior film drammatico
- 12 anni schiavo (12 Years a Slave), regia di Steve McQueen
- Captain Phillips - Attacco in mare aperto (Captain Phillips), regia di Paul Greengrass
- Gravity, regia di Alfonso Cuarón
- Philomena, regia di Stephen Frears
- Rush, regia di Ron Howard

### Miglior film commedia o musicale
- American Hustle - L'apparenza inganna (American Hustle), regia di David O. Russell
- A proposito di Davis (Inside Llewyn Davis), regia di Joel ed Ethan Coen
- Lei (Her), regia di Spike Jonze
- Nebraska, regia di Alexander Payne
- The Wolf of Wall Street, regia di Martin Scorsese

### Miglior regista
- Alfonso Cuarón – Gravity
- Paul Greengrass – Captain Phillips - Attacco in mare aperto (Captain Phillips)
- Steve McQueen – 12 anni schiavo (12 Years a Slave)
- Alexander Payne – Nebraska
- David O. Russell – American Hustle - L'apparenza inganna (American Hustle)

### Migliore attrice in un film drammatico
- Cate Blanchett – Blue Jasmine
- Sandra Bullock – Gravity
- Judi Dench – Philomena
- Emma Thompson – Saving Mr. Banks
- Kate Winslet – Un giorno come tanti (Labor Day)

### Miglior attore in un film drammatico
- Matthew McConaughey – Dallas Buyers Club
- Chiwetel Ejiofor - 12 anni schiavo (12 Years a Slave)
- Idris Elba – Mandela - La lunga strada verso la libertà (Long Walk to Freedom)
- Tom Hanks – Captain Phillips - Attacco in mare aperto (Captain Phillips)
- Robert Redford – All Is Lost - Tutto è perduto (All Is Lost)

### Migliore attrice in un film commedia o musicale
- Amy Adams – American Hustle - L'apparenza inganna (American Hustle)
- Julie Delpy – Before Midnight
- Greta Gerwig – Frances Ha
- Julia Louis-Dreyfus – Non dico altro (Enough Said)
- Meryl Streep – I segreti di Osage County (August: Osage County)

### Miglior attore in un film commedia o musicale
- Leonardo DiCaprio – The Wolf of Wall Street
- Christian Bale – American Hustle - L'apparenza inganna (American Hustle)
- Bruce Dern – Nebraska
- Oscar Isaac – A proposito di Davis (Inside Llewyn Davis)
- Joaquin Phoenix – Lei (Her)

### Miglior film d'animazione
- Frozen - Il regno di ghiaccio (Frozen), regia di Chris Buck e Jennifer Lee
- Cattivissimo me 2 (Despicable Me 2), regia di Pierre Coffin e Chris Renaud
- I Croods (The Croods), regia di Kirk DeMicco e Chris Sanders

### Miglior film straniero
- La grande bellezza, regia di Paolo Sorrentino (Italia)
- Si alza il vento (風立ちぬ), regia di Hayao Miyazaki (Giappone)
- Il passato (Le passé), regia di Asghar Farhadi (Francia)
- Il sospetto (Jagten), regia di Thomas Vinterberg (Danimarca)
- La vita di Adele (La vie d'Adèle), regia di Abdellatif Kechiche (Francia)

### Migliore attrice non protagonista
- Jennifer Lawrence – American Hustle - L'apparenza inganna (American Hustle)
- Sally Hawkins – Blue Jasmine
- Lupita Nyong'o – 12 anni schiavo (12 Years a Slave)
- Julia Roberts – I segreti di Osage County (August: Osage County)
- June Squibb – Nebraska

### Miglior attore non protagonista
- Jared Leto – Dallas Buyers Club
- Barkhad Abdi – Captain Phillips - Attacco in mare aperto (Captain Phillips)
- Daniel Brühl – Rush
- Bradley Cooper – American Hustle - L'apparenza inganna (American Hustle)
- Michael Fassbender – 12 anni schiavo (12 Years a Slave)

### Migliore sceneggiatura
- Spike Jonze – Lei (Her)
- Bob Nelson – Nebraska
- Jeff Pope, Steve Coogan – Philomena
- John Ridley – 12 anni schiavo (12 Years a Slave)
- Eric Warren Singer, David O. Russell – American Hustle - L'apparenza inganna (American Hustle)

### Migliore colonna sonora originale
- Alex Ebert – All Is Lost - Tutto è perduto (All Is Lost)
- Alex Heffes – Mandela - La lunga strada verso la libertà (Long Walk to Freedom)
- Steven Price – Gravity
- John Williams – Storia di una ladra di libri (The Book Thief)
- Hans Zimmer – 12 anni schiavo (12 Years a Slave)

### Migliore canzone originale
- Ordinary Love (U2) – Mandela - La lunga strada verso la libertà (Long Walk to Freedom)
- Atlas (Coldplay) – Hunger Games: La ragazza di fuoco (The Hunger Games: Catching Fire)
- Let It Go (Idina Menzel) – Frozen - Il regno di ghiaccio (Frozen)
- Please Mr. Kennedy (Joel Coen, Ethan Coen, T. Bone Burnett, Justin Timberlake, Ed Rush, George Cromarty) – A proposito di Davis (Inside Llewyn Davis)
- Sweeter Than Fiction (Taylor Swift) – One Chance

## Premi per la televisione
Vengono di seguito indicati in grassetto i vincitori. Ove ricorrente e disponibile, viene indicato il titolo in lingua italiana e quello in lingua originale tra parentesi.

### Miglior serie drammatica
- Breaking Bad
- Downton Abbey
- The Good Wife
- House of Cards
- Masters of Sex

### Migliore attrice in una serie drammatica
- Robin Wright – House of Cards
- Julianna Margulies – The Good Wife
- Tatiana Maslany – Orphan Black
- Taylor Schilling – Orange Is the New Black
- Kerry Washington – Scandal

### Miglior attore in una serie drammatica
- Bryan Cranston – Breaking Bad
- Liev Schreiber – Ray Donovan
- Michael Sheen – Masters of Sex
- Kevin Spacey – House of Cards
- James Spader – The Blacklist

### Miglior serie commedia o musicale
- Brooklyn Nine-Nine
- The Big Bang Theory
- Girls
- Modern Family
- Parks and Recreation

### Migliore attrice in una serie commedia o musicale
- Amy Poehler – Parks and Recreation
- Zooey Deschanel – New Girl
- Lena Dunham – Girls
- Edie Falco – Nurse Jackie - Terapia d'urto (Nurse Jackie)
- Julia Louis-Dreyfus – Veep

### Miglior attore in una serie commedia o musicale
- Andy Samberg – Brooklyn Nine-Nine
- Jason Bateman – Arrested Development - Ti presento i miei (Arrested Development)
- Don Cheadle – House of Lies
- Michael J. Fox – The Michael J. Fox Show
- Jim Parsons – The Big Bang Theory

### Miglior mini-serie o film per la televisione
- Dietro i candelabri (Behind the Candelabra)
- American Horror Story: Coven
- Dancing on the Edge
- Top of the Lake
- The White Queen

### Migliore attrice in una mini-serie o film per la televisione
- Elisabeth Moss – Top of the Lake
- Helena Bonham Carter – Burton & Taylor
- Rebecca Ferguson – The White Queen
- Jessica Lange – American Horror Story: Coven
- Helen Mirren – Phil Spector

### Miglior attore in una mini-serie o film per la televisione
- Michael Douglas – Dietro i candelabri (Behind the Candelabra)
- Matt Damon – Dietro i candelabri (Behind the Candelabra)
- Chiwetel Ejiofor – Dancing on the Edge
- Idris Elba – Luther
- Al Pacino – Phil Spector

### Migliore attrice non protagonista in una serie
- Jacqueline Bisset – Dancing on the Edge
- Janet McTeer – The White Queen
- Hayden Panettiere – Nashville
- Monica Potter – Parenthood
- Sofía Vergara – Modern Family

### Miglior attore non protagonista in una serie
- Jon Voight – Ray Donovan
- Josh Charles – The Good Wife
- Rob Lowe – Dietro i candelabri (Behind the Candelabra)
- Aaron Paul – Breaking Bad
- Corey Stoll – House of Cards

## Premi onorari
- Golden Globe alla carriera: Woody Allen